# Autoserica angolana
Autoserica angolana är en skalbaggsart som beskrevs av Moser 1920. Autoserica angolana ingår i släktet Autoserica och familjen Melolonthidae. Inga underarter finns listade.